# Jojakim
Jojakim (hebreiska יהויקים) är ett namn som omnämn i Bibeln, och som ligger till grund för det svenska namnet Joakim.
Personer med namnet Jojakim:
- Kung Jojakim, judisk kung kring år 600 f.Kr.
- Jojakim, make till Susanna, huvudperson i den apokryfiska berättelsen om Susanna i badet.